# ジーエルソリューションズ
ジーエルソリューションズ株式会社は、東京都台東区に本社を置く、非接触ICカードリーダライタの開発・自動認識事業に関わるシステムの販売を行う企業。ジーエルテクノホールディングス100%子会社。

## 主な製品[3]
- 機器組込型製品群
  - 一体型
  - 分離
  - 補助部品
- 完成系製品
  - 壁付型
  - 卓上型
  - 可搬型
  - コントローラ一体型
- システム
  - 入退室管理システム
  - 就業管理システム
  - 鍵管理システム
  - 化学物質総合管理システム
- カード/タグ
  - LF帯
  - HF帯

## 沿革[2]
- 1993年 - 株式会社エイアイテクノロジーとしてアリムラ技研の営業権を譲渡されスタート。
- 1996年 - ジーエルサイエンス株式会社の子会社となる。
- 2001年 - ジーエルサイエンス株式会社に吸収合併、事業部として活動を開始。
- 2013年 - 完全子会社として分社独立しジーエルソリューションズ株式会社として活動開始。
- 2024年 - ジーエルテクノホールディングス株式会社の子会社となる。

沿革詳細

## 事業拠点[4]
- 本社（東京都台東区）